# Veronica nummularia
Veronica nummularia är en grobladsväxtart som beskrevs av Antoine Gouan. Veronica nummularia ingår i släktet veronikor, och familjen grobladsväxter. Inga underarter finns listade i Catalogue of Life.

## Bildgalleri

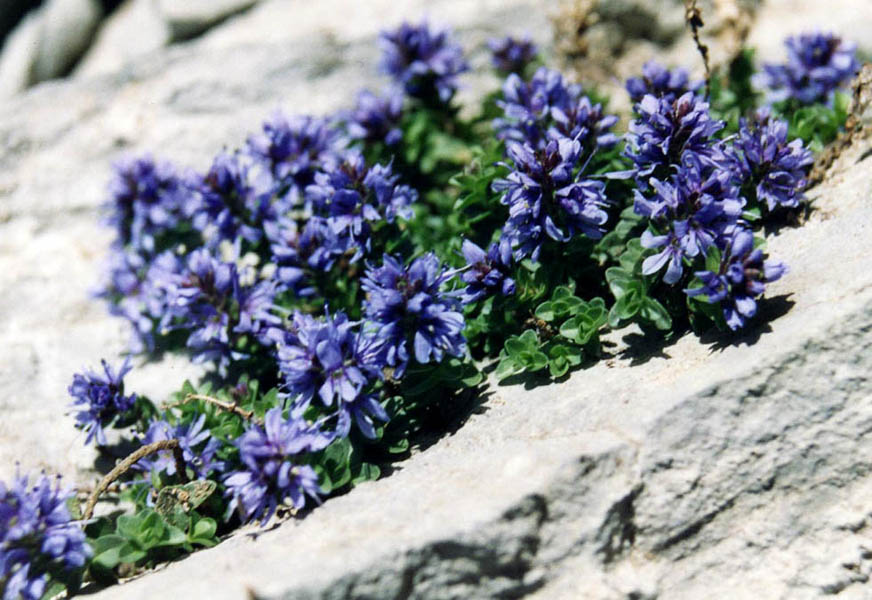